# Port lotniczy Igloolik
Port lotniczy Igloolik (IATA: YGT, ICAO: CYGT) – port lotniczy położony w Igloolik, w prowincji Nunavut, w Kanadzie.

## Kierunki lotów
- Canadian North (Hall Beach, Iqaluit, Pond Inlet)[2]